# 日韓市民でつくる日韓会談文書全面公開を求める会
日韓市民でつくる日韓会談文書全面公開を求める会（にっかんしみんでつくるにっかんかいだんぶんしょぜんめんこうかいをもとめるかい）は、日本の市民団体。日本と韓国の外交交渉の関係文書の公開を求めている。2005年8月から日韓文書公開運動を開始し、2006年12月18日、結成式を行った。以後、情報開示請求裁判、シンポジウムなどを行っている。

## 目的
会の目的は、以下のように文書の全面公開と日本の謝罪と賠償請求である。
- 日本政府に対して、日韓会談関連文書の全面公開を求める。
- 日本政府に対して、朝鮮半島に対する植民地支配の事実と責任を認めさせ、アジア・太平洋戦争による韓国・朝鮮人被害者と遺族への謝罪と補償を実現させる。
- 外務省に対して全面公開を求めて訴訟をおこなう。

## 呼びかけ人
呼びかけ人、代表一覧。

### 日本側
- 荒井信一（日本の戦争責任資料センター共同代表）
- 板垣雄三[4]
- 板垣竜太[4]
- 内河恵一（名古屋三菱・朝鮮女子勤労挺身隊訴訟弁護団長）
- 内海愛子（恵泉女学園大学）
- 太田修（同志社大学）
- 徐京植[4]
- 古庄正（駒澤大学名誉教授）
- 東海林路得子（VAWW-NETジャパン）
- 高橋信（名古屋三菱・朝鮮女子勤労挺身隊訴訟を支援する会・共同代表）
- 高崎宗司（津田塾大学)
- 田中宏（龍谷大学）
- 戸塚悦朗（龍谷大学）
- 西野瑠美子（女たちの戦争と平和資料館館長）
- 東澤靖（自由人権協会）
- 樋口雄一（在日朝鮮人運動史研究会）
- 藤永壮[4]（大阪産業大学）
- 丹羽雅代（アジア女性資料センター運営委員長）
- 飛田雄一（強制動員真相究明ネットワーク・共同代表）
- 水野直樹（京都大学）
- 山田昭次（立教大学名誉教授）
- 梁澄子（在日の慰安婦裁判を支える会）
- 吉見義明（中央大学）
- 吉澤文寿（新潟国際情報大学）
- 油井大三郎[4]

### 韓国側
- 姜琪正（第17代国会議員・光州北区）
- 金昌禄（慶北大学校法科大学副教授）
- 文炳蘭（朝鮮大学校教授）
- 朴相培（カトリック大学校教授）
- 徐仲錫（成均館大学校史学科教授）
- 安晋吾（全南大学校名誉教授）
- 梁亨一（第17代国会議員・光州東区）
- 廉東洲（第17代国会議員・光州西区）
- 尹明淑（韓日民族問題学会）
- 尹貞玉（元韓国挺身隊問題対策協議会共同代表）
- 李金珠（太平洋戦争犠牲者光州遺族会会長）
- 鄭東采（第17代国会議員・光州西区）
- 趙培淑（第17代国会議員・全羅北道益山）
- 池秉文（第17代国会議員・光州南区）
- 崔鳳泰（韓国側情報公開訴訟担当弁護士）
- 崔順徳（光州学生独立運動白紙同盟主導者）
- 崔栄鎬（韓日民族問題学会会長）
- 崔仁基（第17代国会議員・全羅南道和順）
- 金景錫（太平洋戦争韓国人犠牲者遺族会会長、故人)

### 共同代表
太田修、田中宏、西野瑠美子、山田昭次、吉澤文寿
2012年には、太田修、田中宏、吉澤文寿の3人が共同代表。
副代表・情報公開代理人
- 山本直好（日鉄元徴用工裁判を支援する会）

事務局長
- 小竹弘子（名古屋三菱・朝鮮女子勤労挺身隊訴訟を支援する会・会員）

## 賛同団体
団体賛同は以下、70団体。
- 歴史科学協議会
- 歴史学研究会
- 人権平和・浜松
- 岡まさはる記念長崎平和資料館
- 歴史復元国民運動本部
- 第二次不二越強制連行・強制労働訴訟を支援する北陸連絡会
- 強制動員真相究明ネットワーク
- 戦後責任を問う・関釜裁判を支援する会
- 早よつくろう！「慰安婦」問題解決法・ネットふくおか
- 日本軍「慰安婦」問題解決のために行動する会・北九州
- 強制連行・企業責任追及裁判全国ネットワーク
- 東京朝鮮人強制連行真相調査団
- 在韓軍人軍属（ＧＵＮＧＵＮ）裁判の要求実現を支援する会
- アジア女性資料センター
- 憲法９条―世界へ未来へ 連絡会
- 「戦争と女性への暴力」リサーチ・アクション・センター (VAWW RAC)
- 強制連行・強制労働犠牲者を考える北海道フォーラム
- アクティブ・ミュージアム「女たちの戦争と平和資料館」（wam）
- 「慰安婦」問題解決オール連帯ネットワーク
- 女性と天皇制研究会
- 「キリスト者・教条の会」北九州
- 曽根九条の会
- イラク判決を生かす会
- 反天皇制運動連絡会
- 憲法 20条が危ない！緊急連絡会事務局
- コリア NGO センター
- キリスト者政治連盟(日本キリスト教協議会準加盟団体)
- 平和を考え行動する会
- 東北アジア情報センター（広島）
- フィリピン人元「従軍慰安婦」を支援する会
- 強制連行・企業責任追及全国裁判ネットワーク
- 日本製鉄元徴用工裁判を支援する会
- ノー！ハプサ、日本軍「慰安婦」問題の解決を目指す北海道の会
- 在日の慰安婦裁判を支える会
- ピースサイクル全国ネットワーク
- 日韓・日朝の明日を考える釧路かささぎの会
- 川崎から日本軍「慰安婦」問題の解決を求める市民の会
- 東京一般労働組合東京音楽大学分会]

## 関連団体
- 強制動員真相究明ネットワーク
- 朝鮮人強制連行真相調査団[5]。
- 「戦争と女性への暴力」リサーチ・アクション・センター
- 日本軍慰安婦問題関西ネットワーク